# Pilot doświadczalny

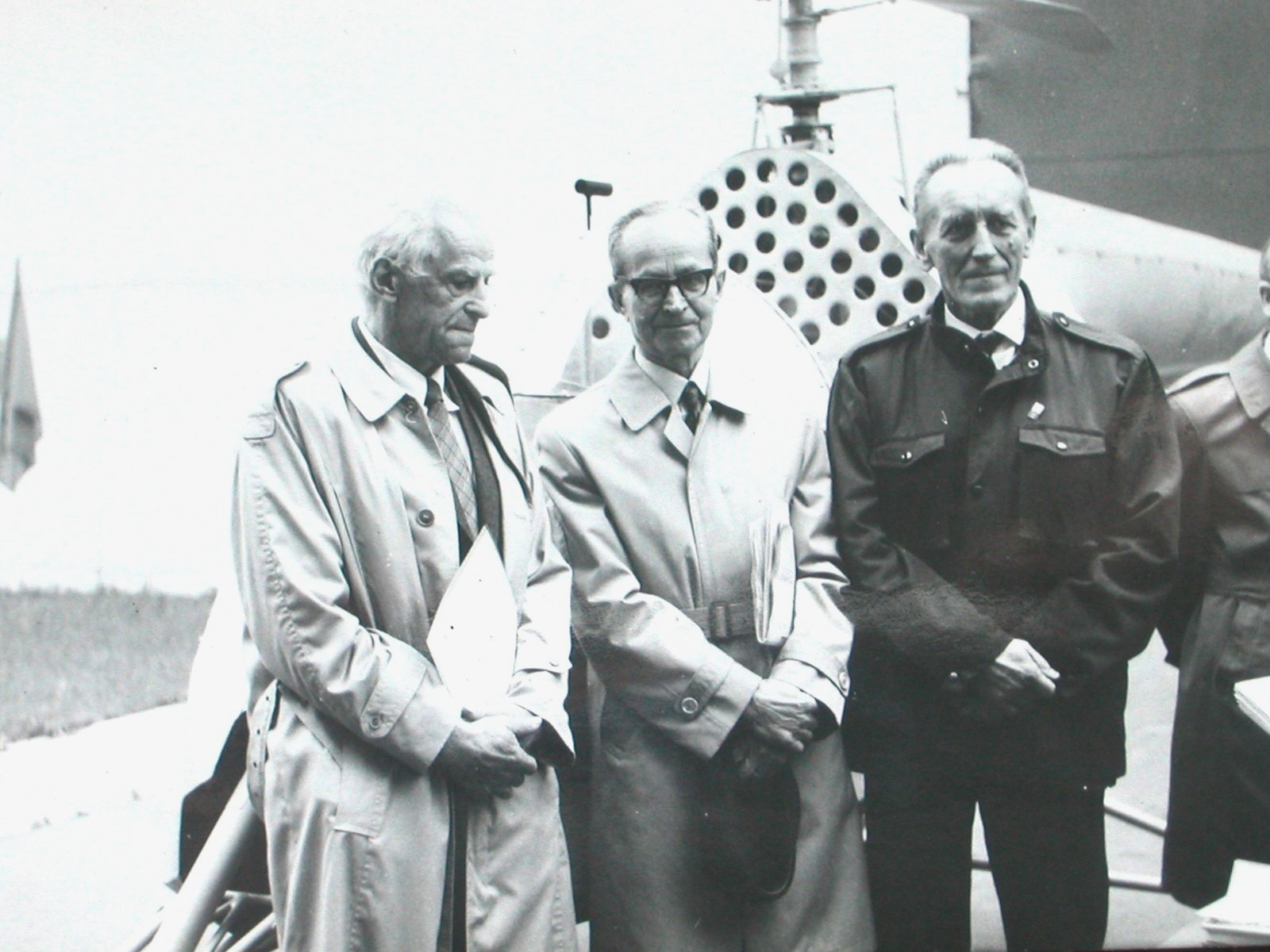
Emerytowani polscy piloci doświadczalni: od lewej Wiktor Pełka, Bronisław Żurakowski, Ryszard Witkowski w roku 1989.

Pilot doświadczalny (pilot testowy, pilot oblatywacz) – pilot statku powietrznego znajdującego się w trakcie badań w locie i odbywającym loty celem wykrycia i zdiagnozowania ewentualnych nieprawidłowości w zakresie stateczności, sterowności, obciążeń i osiągów, charakterystyki przeciągnięcia i korkociągu, drgań, zgodności z przepisami (np. FAR), przed dopuszczeniem statku powietrznego do normalnej eksploatacji. 
Pilot doświadczalny musi spełniać wysokie wymagania odnośnie do wiedzy z konstrukcji oblatywanych statków powietrznych, doświadczenia we właściwościach lotnych zbliżonych maszyn, spełniać wysokie wymagania odnośnie do cech psychofizycznych takich jak podzielność uwagi, refleks, szybkość i trafność w podejmowaniu decyzji, odwaga, odporność na stres. Z reguły piloci doświadczalni są inżynierami lotnictwa. Wyszkolenie pilota doświadczalnego oraz nadanie mu uprawnień to proces długi i kosztowny, z tego też względu za granicą istnieją odpowiednie ośrodki kształcące pilotów w tej specjalności. 
W Polsce pilotów doświadczalnych dzieli się umownie na:
- pierwszej klasy (dopuszczenie do wszelkich lotów doświadczalnych na statkach powietrznych zgodnych z posiadanymi uprawnieniami)
- drugiej klasy (dopuszczenie do wszelkich lotów doświadczalnych z wyjątkiem: pierwszego oblotu prototypu, i prawa opiniowania dla organu nadrzędnego, celem wydania certyfikatu dopuszczającego dany statek powietrzny do eksploatacji).

W 1990, przy Warszawskim Oddziale SIMP, powstał Klub Pilotów Doświadczalnych (KPD), integrujący środowisko pilotów doświadczalnych w Polsce.